# Zachaenus parvulus
Zachaenus parvulus é uma espécie de anfíbio da família Cycloramphidae. Endêmica do Brasil, onde é encontrada nos estados do Espírito Santo, Rio de Janeiro e São Paulo